# Dublin City Cup
La Dublin City Cup est une ancienne compétition irlandaise de football. Contrairement à ce que laisse à penser son nom elle n’est pas réservée aux clubs de Dublin. Elle concerne en fait tous les clubs professionnels d’Irlande. Elle s’est tenue de façon ininterrompue entre 1933 et 1973. 
Lors de la saison 1975-1976, la Ligue d’Irlande a tenté de la reprogrammer en la réservant aux clubs qui avaient échoué dans la qualification aux quarts de finale de la Coupe de la Ligue d'Irlande de football. 
Une dernière tentative a eu lieu lors de la saison 1983-1984. Seulement 8 équipes sont invitées à participer à l’épreuve, 6 de Dublin (Bohemian FC, Shamrock Rovers, Shelbourne FC, St. Patrick's Athletic FC, UC Dublin et Home Farm FC) plus Drogheda United et Dundalk FC.
La compétition a eu une grande variété de formule de fonctionnement, depuis le tableau d’élimination strict aux poules qualificatives. À partir de la saison 1951-1952, la compétition adopte le tableau d’élimination directe comme mode de fonctionnement.
Cette compétition était tout au long de son histoire considérée comme la quatrième plus importante épreuve de la saison de football.

## Liste des vainqueurs
- 1934-35 Dolphin FC
- 1935-36  Bohemian FC
- 1936-37  Sligo Rovers
- 1937-38  Dundalk FC
- 1938-39  Saint James's Gate FC
- 1939-40  Drumcondra FC
- 1940-41  Drumcondra
- 1941-42  Shelbourne
- 1942-43  Dundalk
- 1943-44  Cork United
- 1944-45  Shamrock Rovers
- 1945-46  Cork United
- 1946-47  Shelbourne
- 1947-48  Shamrock Rovers
- 1948-49  Dundalk
- 1949-50  Drumcondra
- 1950-51  Drumcondra
- 1951-52  Drumcondra
- 1952-53  Shamrock Rovers
- 1953-54  St. Patrick's Athletic FC
- 1954-55  Shamrock Rovers
- 1955-56  St Patricks Athletic
- 1956-57  Shamrock Rovers
- 1957-58  Shamrock Rovers
- 1958-59  Limerick FC
- 1959-60  Shamrock Rovers
- 1960-61  Drumcondra
- 1961-62  Cork Celtic
- 1962-63  Shelbourne
- 1963-64  Shamrock Rovers
- 1964-65  Shelbourne
- 1965-66  Cork Hibernians
- 1966-67  Shamrock Rovers
- 1967-68  Dundalk
- 1968-69  Dundalk
- 1969-70  Limerick
- 1970-71  Cork Hibernians
- 1971-72  Finn Harps
- 1972-73  Cork Hibernians
- 1975-76  St Patricks Athletic
- 1983-84  Shamrock Rovers